# Shai Piron
Shai Moshe Piron (Hebreeuws: שי פירון) (Kfar Vitkin, 25 januari 1965) is een Israëlische rabbijn en politicus van Yesh Atid en was als zodanig lid van de Knesset.
Piron stond tweede op de kandidatenlijst van Yesh Atid voor de Israëlische parlementsverkiezingen van 2013 en werd verkozen in de 19e Knesset. Van maart 2013 tot december 2014 was hij als opvolger van Gideon Sa'ar minister voor onderwijszaken in het kabinet-Netanyahu III. Hij trad af nadat Yair Lapid, zijn politiek leider, door premier Benjamin Netanyahu uit het kabinet was gezet. De Israëlische parlementsverkiezingen van 2015 brachten hem in de 20e Knesset maar in september 2015 gaf hij zijn zetel reeds op om zich aan lesgeven te wijden.
Rabbijn Piron behoort tot de richting van het religieus zionisme. In die hoedanigheid leidde hij mede een voorname hesder jesjiva in Petach Tikwa. Voorts was hij betrokken bij de oprichting van Tzohar, een religieus-zionistische organisatie van rabbijnen die zich beijvert voor het joodse karakter van Israël.
Heden ten dage (2014) staat hij aan het hoofd van Hakol L'Chinuch, een organisatie die zich inzet voor het verbeteren van staatsonderwijs en is hij actief in tal van projecten die het bevorderen van een goede relatie tussen godsdienstige en ongodsdienstige Joden als doel hebben.
Shai Piron woont in Oranit, een Israëlische nederzetting op de Westelijke Jordaanoever dicht tegen de Groene Lijn. Hij is getrouwd en heeft zes kinderen.